# Башлик
Башлик (тур. Başlık - покривач главе) је капуљача за заштиту главе од кише и временских непогода. Има дугачке крајеве који се омотавају око врата.

## Историја
Руска војска почиње да их користи од 1862. године. Уводе се после у опрему српске војске, а касније и југословенске војске. Од Другог светског рата се више нигде не користи, јер је замењен капама и шаловима.
Представља традиционалну турску, кавкаску, иранску и козачку одећу. Постоји много различитих верзија башлика, прављене од материјала попут памука, крзна или свиле.

## Галерија
- Русија, 1874.
- Народ Шахдаг.
- Руски војник.